# ザ・テレビ演芸
『ザ・テレビ演芸』（ザ・テレビえんげい）は、1981年4月12日から1991年3月24日までテレビ朝日系列局で放送された演芸番組である。放送時間は毎週日曜 15:00 - 15:54 (JST) 。司会は、当初は横山やすしが務めていたが、1989年1月頃からは西川きよしが務めるようになった。

## 概要
構成は三部構成で、第一部は旬の芸人による「激突!ナウ演芸」、これからの活躍が期待される芸人が登場する「フレッシュ演芸」コーナーがあった。
第二部は新宿末廣亭の高座中継（おおむね落語）。中継リポーターの初代は当時テレビ朝日アナウンサーの原麻里子、2代目に益戸育江（後に女優・高樹沙耶として活動。2008年10月より再改名）がいた。
第三部は「とび出せ笑いのニュースター・ホップステップジャンプ」（後に「〜・無制限勝ち抜き戦」に変更）と題した勝ち抜き新人オーディションであった。このコーナーは、糸井重里・神津友好・大野桂・大島渚・高信太郎・花井伸夫・山本益博ら錚々たるメンバーが審査員（毎週5名ずつ出演）に名を連ねていたが、司会者であるはずの横山やすしの辛辣な意見が審査に大きく影響していた。1対1の対戦形式で、審査員が1票ずつ入れ、支持の多い者が勝ち抜け。チャンピオンが3週連続勝ち抜いて、数組揃った所で、チャンピオン大会に進出し、グランドチャンピオンを達成するとプロへの道が開ける。
このコーナーから、竹中直人・ダチョウ倶楽部・中村ゆうじ・B21スペシャル・浅草キッド・AKIKO（奈津あつしとBOOMER）・甘味けんじ（出演時はゲタゲタ90というコンビ）らが世に出た。この他、綾小路きみまろが1989年に「まろ」という芸名で出場したが、王者のお笑いコンビ・ARARAに2-3で敗れており、その様子は2013年5月26日にテレビ朝日系『まろまろ一笑懸命』で放送された。
なお、この番組は関西広域圏の朝日放送テレビにネットされていなかった（後述）にもかかわらず、関西で全てのレギュラーを失ったやすし単独の、唯一にして最後のレギュラー番組であった。後述するやすしの降板後は相方の西川きよしが司会を引き継いだ。
1991年4月7日からは放送時間帯を日曜12時台に移し『笑いの王国』（司会は本番組最末期の西川きよし・松居直美コンビがスライド）としてリニューアルしたが、1年後の1992年3月29日に終了した。

## 出演者

### 司会
- 横山やすし（1981.4〜1988.12）
  - 1988年11月下旬に自身の長男が傷害事件を起こし逮捕された影響からその責任を問われる形で芸能活動を謹慎。これに伴い当番組もやすし司会で既に収録済みのストック分の放映が終了した12月末をもって自動的に降板扱いとなった。
- 西川きよし（1989.1〜1991.3）

### アシスタント
- 初代：林紀恵（1981.4〜1981.9）
- 2代目：荒木由美子（1981.10〜1983.9、結婚･一時引退のため降板）
- 3代目：菅沢恵子（1983.10〜1984.12）
- 4代目：迫文代（当時テレビ朝日アナウンサー、1985.1～9、フリー転身のため降板）
- 5代目：清水由貴子（1985.10〜1986.3）
- 6代目：堀江しのぶ（1986.4〜1988.4、病気療養のため出演休止、1988年9月に死去）
- 7代目：山田スミ子（1988.4〜6、病気療養で降板した堀江の代役として出演）
- 8代目：松居直美（1988.7〜1991.3、当初は堀江の代役として出演、その後堀江の死去を受けて正式なアシスタントに）

### ナレーター
- 佐々木正洋（当時テレビ朝日アナウンサー）

## エピソード
- 春風亭昇太は東海大学落語研究会の頃、「ざ・まんだらぁーず」というコンビで「ニュースター」コーナーに出演したことがある。初戦で負けるつもりの気軽な出演だったが、三週勝ち抜き、チャンピオン大会でも優勝して初代グランドチャンピオンとなってしまう。のちに昇太は春風亭柳昇に弟子入りして落語家の道へ進み、相方は同局のディレクターを経て現在はフリーディレクターとなっている。
- 大木こだま・ひびきもコンビ結成間もない頃（吉本興業所属前）、「ニュースター」コーナーに出演して、三週勝ち抜き、チャンピオン大会でも優勝して二代目グランドチャンピオンとなっている。
- ダウンタウンも現在のコンビ名になる以前の1982年末に「ライト兄弟（松本・浜田）」として出場し[1] 、家庭内暴力をテーマにしたネタを披露した。その際、審査員の横山やすしから「テレビでやる漫才とちゃうやんか! お前らはなめとんのか! そんなもん漫才やない! チンピラの立ち話やないか!」「だいたいライト兄弟が誰か知っとるんか!」と言いがかりで酷評を受けたと浜田らは後年語っている[注釈 2]。ただし、実際には、厳し目の論評をされた程度であり、浜田らの言い方にも誇張は有る。
- 他にキッチュ（松尾貴史）の芸も、観客は爆笑したにもかかわらずやすしから酷評された。一方、竹中直人は絶賛されている。その後、俳優の仕事がメインとなった竹中は、ゲストでザ・テレビ演芸に登場したとき、出番直前の袖で「この番組が一番緊張する」と語っていた。
- 当番組は前述のように横山やすしの辛辣な評価で知られているが、本番組ではセット裏に濃い水割りを用意させ、それを飲んだ状態で収録を行っていた。何度かやすしの泥酔のため、収録開始が遅れたことがあるが、一度だけ立ち上がることもできない泥酔状態に、当時のテレビ朝日プロデューサー、中江尭故（2014年1月20日没[3]）が収録中止を決断し、ゲストや審査員らに平身低頭の謝罪をして送り出した。かなり後になって、ようやく目覚めたやすしはさすがに事の重大さを悟ったかのように首を垂れ、黙って局を後にした。

## 備考
- 青森放送（当時は日本テレビ系列とテレビ朝日系列とのクロスネット局[注釈 3]）、秋田放送・北日本放送（ともに日本テレビ系列局）、長崎放送・宮崎放送・琉球放送（いずれもTBS系列局）などでは、ANNフルネット局で『象印クイズ ヒントでピント』が野球中継などで休止された場合に穴埋め番組として放送していた（象印マホービンのスポンサー付きで放送）。この時には「傑作集」として、荒木由美子単独司会で30分間のみの放送が行われた（「笑いのニュースター」コーナーは放送されていない）。
- 1989年12月31日（日曜日）の19:30 - 20:00（本来の『ヒントでピント』の放送枠）には、当時、日本テレビ系列とテレビ朝日系列のクロスネット局だったため、日曜19:00 - 23:00枠にテレビ朝日系列の番組を同時ネットしていた山形放送[注釈 4]で、単発の穴埋め番組として30分版が放送された[注釈 5]。
- 近畿地方では、朝日放送（ABCテレビ）が『吉本コメディ』を放送していたこともあってネット受けしなかった。そのため、サンテレビと近畿放送（後のKBS京都）で時差放送されていた。なお、後継番組については近畿地方では一切放送がなかった。
- 長寿番組だったこの番組の歴代最後のプロデューサーは、後に『ロンドンハーツ』などを手掛け、テレビ朝日編成部長も務めた板橋順二。板橋は当時26歳であった。
- テーマ音楽担当はNHK『クイズ面白ゼミナール』、MBS『世界まるごとHOWマッチ』、TBS『ギミア・ぶれいく』、テレビ朝日『象印クイズ ヒントでピント』、日本テレビ『オシャレ30・30』などを手がけた前田憲男である。メロディーが『面白ゼミナール』、『HOWマッチ』、『ギミア』によく似ている。